# HSBC El Salvador
HSBC El Salvador war eine der größten Banken in El Salvador.  Sie wurde Anfang Januar 1885 gegründet und war auch die älteste Bank in El Salvador. 
HSBC hatte landesweit mehr als 50 Filialen und betrieb alleine in San Salvador rund 200 Geldautomaten. Der Hauptsitz war im  Centro Financiero Gigante, einem modernen Komplex aus mehreren Gebäuden im wichtigsten Geschäftsviertel von San Salvador an der Olympic Avenue.
Am 23. Januar 2012 wurden das Grundkapital der HSBC und alle seine Bankgeschäfte für 801 Millionen US-Dollar vom Finanzkonglomerat Davivienda aus den USA erworben.  Der Markenname der ältesten Bank von El Salvador ist nun nur noch Geschichte und wurde durch DAVIVIENDA ersetzt.